# Parc Astérix
Parc Astérix er en forlystelsespark ca. 30 km nord for Paris (Plailly). 
Parken blev etableret i 1989, som en af Frankrigs første temaparker. Parken er bygget op omkring figurene fra tegneserien Astérix, som er det gennemgående tema i parken. Man kan bl.a. møde Astérix og Obelix. Parken har en række store rutchebaner, men også en række forlystelser for hele familien. 
Parken drives af Grévin & Cie, som driver 13 forskellige forlystelsesparker i Europa (2006).